# Trifon Korobiejnikow
Trifon Korobiejnikow – kupiec moskiewski, później diak. Żył na przełomie XVI i XVII stuleci. W 1582 roku pielgrzymował do monasteru na Athosie w intencji zbawienia duszy zamordowanego przez Iwana IV Groźnego carewicza Iwana. Siedem miesięcy przebywał w Konstantynopolu. W 1593 roku odwiedził Palestynę. Do Moskwy powrócił z modelem Grobu Pańskiego. Swoją podróż opisał w dziele Opis szlaku od Moskwy do Carogrodu (Описание пути от Москвы до Царьграда) w 1594 roku. Był autorem Sprawozdania dla moskiewskiego rządu (1594) z rozdanych pieniędzy podczas drugiego poselstwa razem z diakonem Ogarkowym, na polecenie cara Fiodora (Отчет московскому правительству (1594) в розданных деньгах во время второго посольства вместе с дьяком Огарковым, по поручению царя Федора).